# Christian Zwingmann
Christian Ferdinand Zwingmann, född 27 maj 1827 i Riga, död 4 maj 1891 i Köpenhamn, var en dansk arkitekt.
Under 1850- och 60-talen stod han för ritningarna till flera omfattande nybyggnads- och restaureringsarbeten på skånska slott, däribland Marsvinsholms slott, Marsvinsholms kyrka, Kulla Gunnarstorps slott och Karsholms slott.

## Bildgalleri

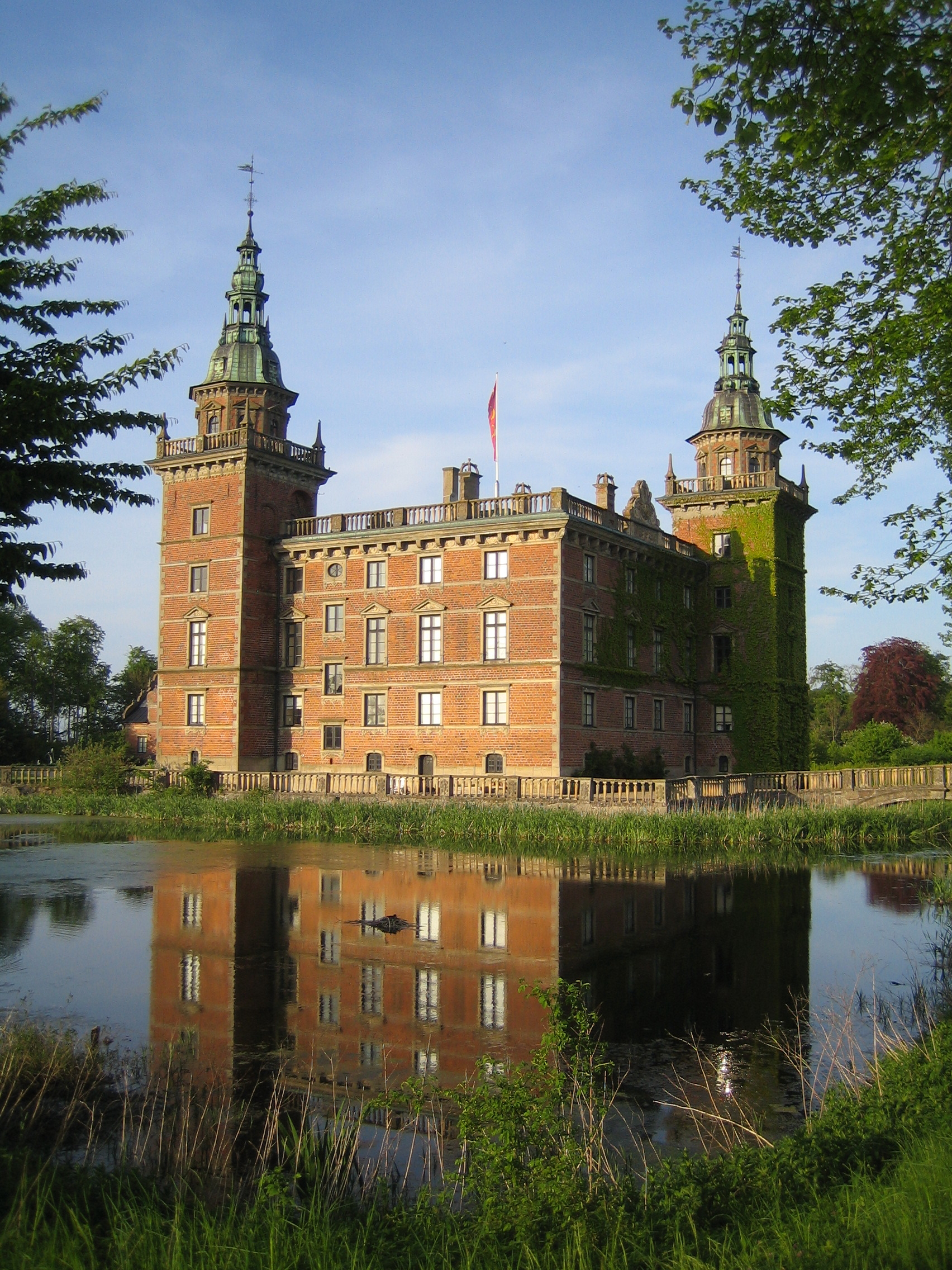
Marsvinsholms slott
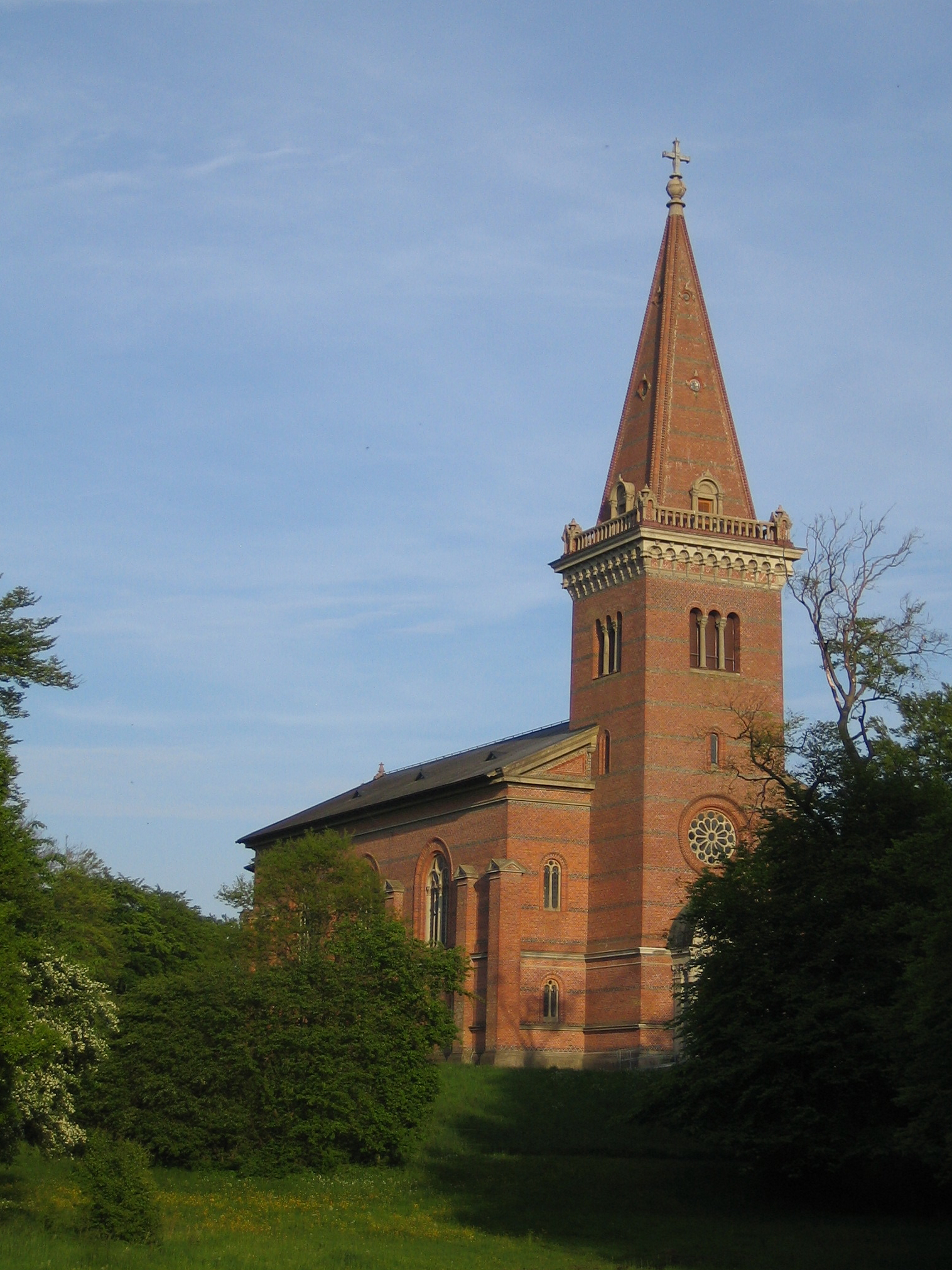
Marsvinsholms kyrka
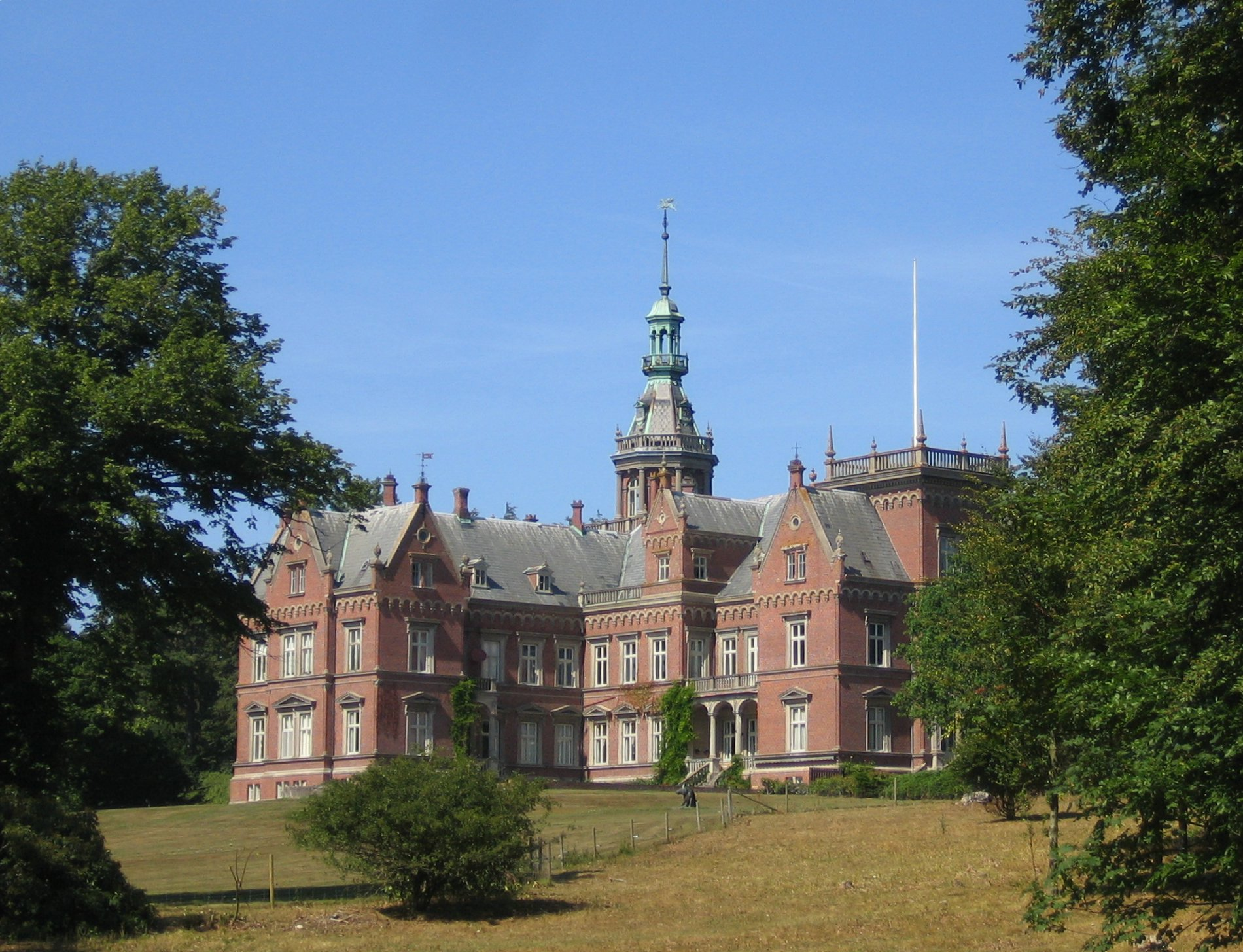
Kulla Gunnarstorps slott
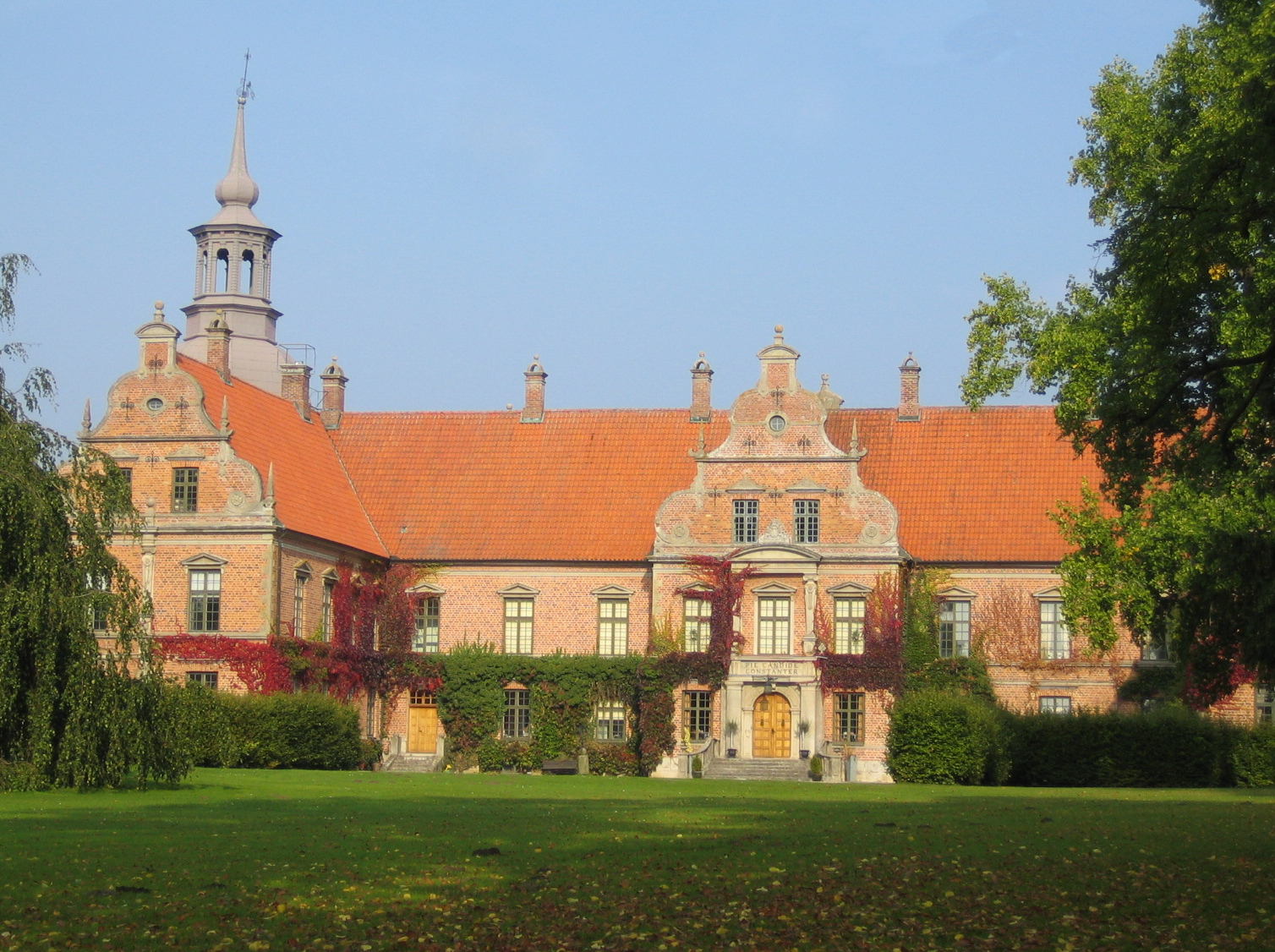
Karsholms slott